# Institut für angewandte Astronomie

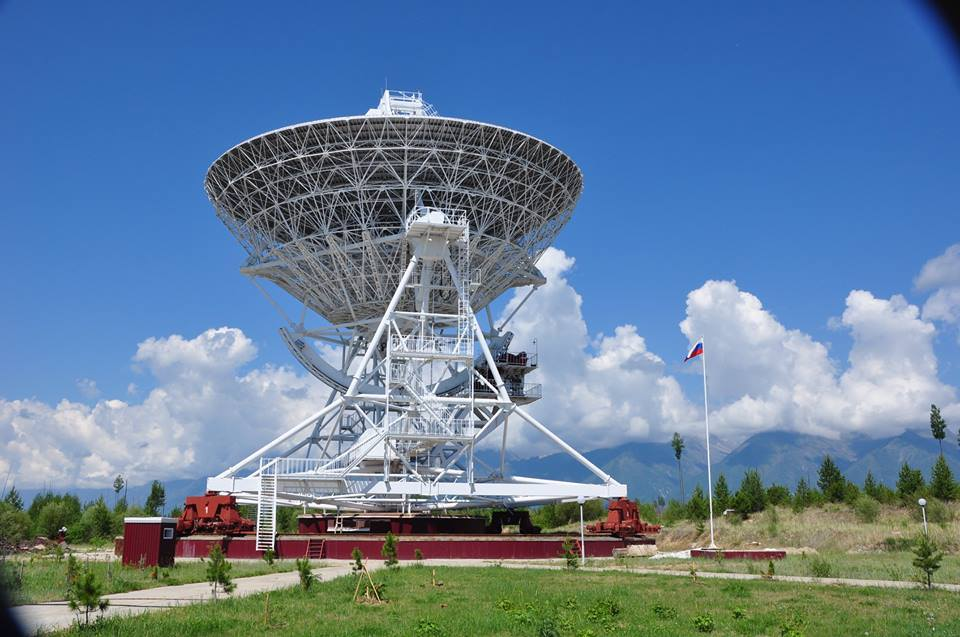
Radioteleskop im russischen Fernen Osten (2016)

Das Institut für angewandte Astronomie (russisch Институт прикладной астрономии Российской академии наук Institut prikladnoi astronomii Rossijskoi akademii nauk) ist ein Forschungsinstitut der Russischen Akademie der Wissenschaften mit Sitz in Sankt Petersburg.
Das Institut wurde am 13. November 1987 gegründet und übernahm Aktivitäten des Instituts für theoretische Astronomie der Akademie (Институт теоретической астрономии АН СССР), das wiederum 1998 im Institut für angewandte Astronomie aufging.
Für Radioastronomie betreibt das Institut ein VLBI-Array mit Stationen in Swetloje (Leningrad), Selentschukskaja im Kaukasus und in Burjatien im russischen Fernen Osten. Eine Station auf Kuba ist seit 2019 im Aufbau begriffen.
Zusätzlich zu seinen Forschungsaktivitäten publiziert das Institut astronomische Jahrbücher, wie den seit 1921 jährlich erscheinenden Astronomitscheski Jeschegodnik, sowie Ephemeriden. Nach dem Zweiten Weltkrieg hat das Institut auf Bitte der IAU die jährliche weltweite Distribution von Ephemeriden von Kleinplaneten (Publikation Эфемериды малых планет / Ephemerides of minor planets), die vorher mit einer Beilage des Berliner Astronomischen Jahrbuches erfolgte, übernommen.